# ارتش مجاهدین
ارتش مجاهدین (به عربی: جیش المجاهدین) ائتلافی از گروه‌های اسلام‌گرای شورشی در جنگ داخلی سوریه است که برای مبارزه علیه دولت اسلامی عراق و شام تشکیل شد.